# Józef Moscati
Józef Moscati, wł. Giuseppe Moscati (ur. 25 lipca 1880 w Benewencie, zm. 12 kwietnia 1927 w Neapolu) – włoski lekarz, naukowiec, docent uniwersytetu w dziedzinie fizjologii człowieka i chemii fizjologicznej, święty Kościoła katolickiego.

## Dzieciństwo i młodość
Giuseppe Moscati urodził się w Benewencie jako szóste spośród dziewięciorga dzieci w rodzinie. Jego ojcem był Francesco Moscati, poważany urzędnik sądowy, zaś matką — Rosa De Luca. W 1884, w związku z pracą ojca, rodzina Moscatich zamieszkała w Neapolu. Tam Giuseppe przystąpił do pierwszej Komunii świętej, uczył się i zdał maturę.
W 1892 jego brat Alberto doznał poważnego urazu głowy spadając z konia podczas defilady wojskowej. Opieka, jaką obdarzono brata w domu wzbudziła w Moscatim zainteresowanie medycyną. Po ukończeniu liceum w 1897 zapisał się na uniwersytet. W tym samym roku zmarł ojciec Moscatiego, a kilka lat później brat Alberto. W 1903 Giuseppe ukończył medycynę. Tematem jego pracy dyplomowej była urogeneza wątrobowa.

## Praktyka lekarska i kariera naukowa
W 1903 Moscati wygrał konkurs na starszego asystenta Szpitala Zjednoczenia w Neapolu. W czasie erupcji Wezuwiusza 8 kwietnia 1906 z narażeniem życia kierował ewakuacją szpitala w Torre del Greco, dzięki czemu udało się wydostać wszystkich pacjentów tuż przed zawaleniem się dachu budynku.
W 1911, w związku z epidemią cholery w Neapolu, władze miasta powierzyły mu zadanie zbadania przyczyn choroby i opracowanie metody jej powstrzymania. Wiele z jego sugestii zyskało uznanie i zostało wcielonych w życie.
Również w 1911 wygrał konkurs (był najmłodszym kandydatem) na zastępcę ordynatora w Szpitalu Zjednoczenia. Wkrótce został członkiem senatu Akademii Medycznej i otrzymał doktorat z chemii fizjologicznej.
Matka Moscatiego zmarła w 1914 na cukrzycę. Na skutek tego, jako jeden z pierwszych neapolitańskich lekarzy, zainteresował się on zastosowaniem insuliny w leczeniu tej choroby.
Oprócz działalności naukowej i praktyki lekarskiej, Moscati był odpowiedzialny za lokalny Instytut Anatomii. Podźwignął on placówkę z upadku mimo kiepskich warunków lokalowych i technicznych. W prosektorium zawiesił krzyż i zamieścił podpis: „O mors ero mors tua” („O śmierci, będę twoją śmiercią”).
Po wybuchu pierwszej wojny światowej próbował wstąpić w szeregi armii, jednak jego kandydatura została odrzucona — uznano, iż lepiej przysłuży się ojczyźnie lecząc rannych. Szpital, w którym pracował, został przejęty przez wojsko, a sam Moscati odwiedzał i leczył około 3000 żołnierzy.
W 1919 otrzymał nominację na ordynatora III Sali Nieuleczalnie Chorych, a w 1922 — tytuł docenta nauk ogólnoklinicznych, co pozwoliło mu zostać wykładowcą. Rok później reprezentował Włochy na Międzynarodowym Kongresie Fizjologii w Edynburgu.

## Śmierć

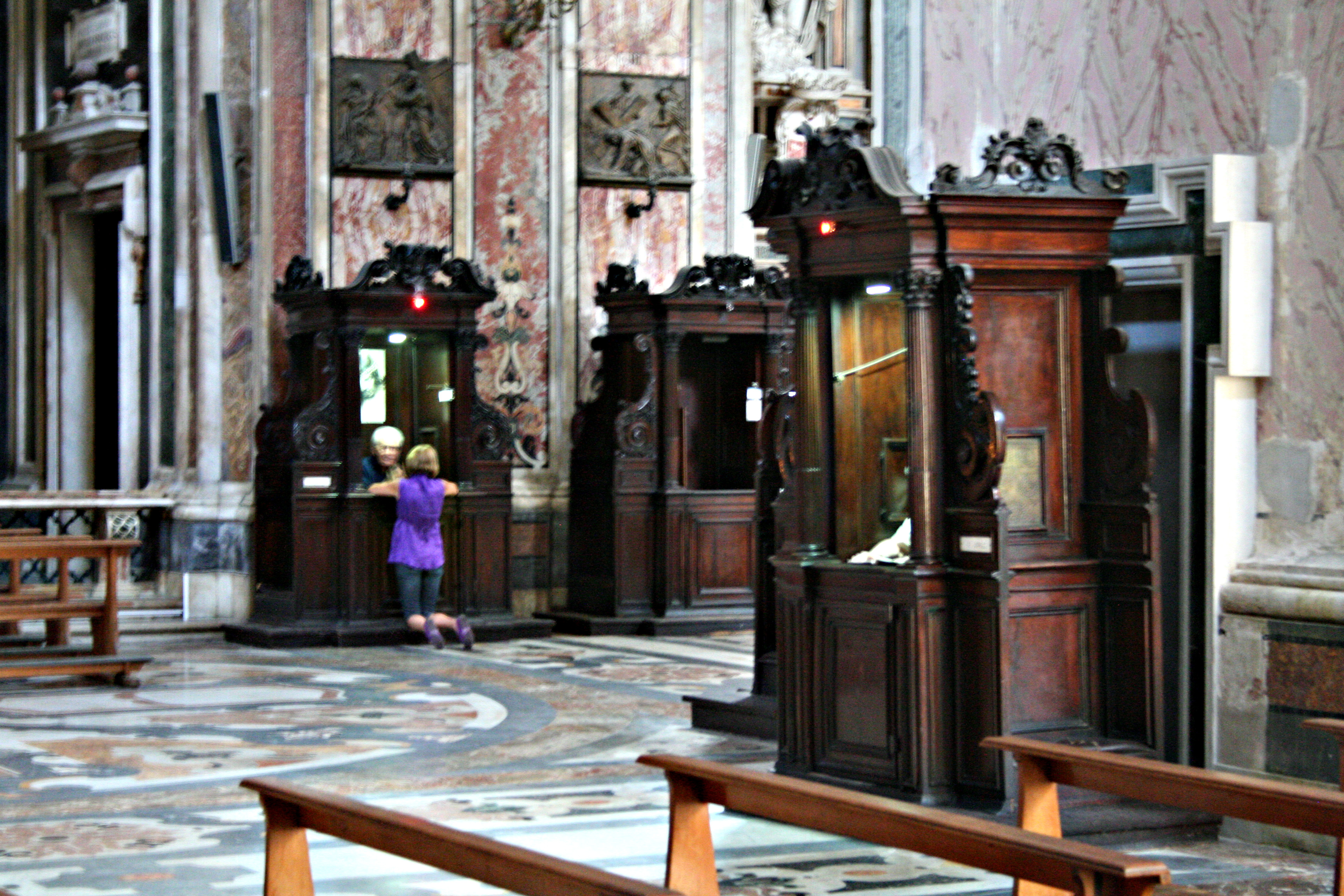
Wnętrze kościoła Gesù Nuovo

Giuseppe Moscati zmarł 12 kwietnia 1927. Jak każdego dnia, rano uczestniczył w Mszy świętej i przystąpił do Komunii; później pracował w szpitalu. Po powrocie do domu i zjedzeniu posiłku przyjmował pacjentów. Po południu źle się poczuł i zmarł w fotelu w swoim gabinecie. Jego śmierć poruszyła wiele osób, w sposób szczególny najuboższych pacjentów, którzy wielokrotnie doświadczyli jego troskliwości.
Moscati został pochowany na cmentarzu Poggio Reale, ale trzy lata później jego zwłoki zostały ekshumowane i spoczęły w kościele Gesù Nuovo w Neapolu.

## Dorobek
Jego działalność świadczyła o szczególnej wrażliwości na cierpienie drugiego człowieka i głębokiej trosce nie tylko o zdrowie fizyczne pacjenta, ale także stan duchowy. Na ogół obok porad lekarskich udzielał upomnień, zachęcał do rachunku sumienia i przyjmowania sakramentów. Wyróżniał się bezinteresownością i brakiem przywiązania do pieniędzy. Niejednokrotnie zdarzało się, że odmawiał przyjęcia zbyt wysokiego, jego zdaniem, honorarium, a nawet iż wspomagał finansowo swoich pacjentów.

## Kult

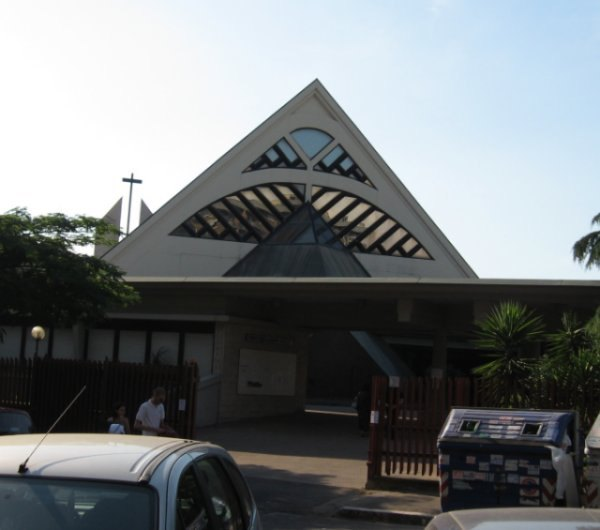
Kościół św. Giuseppe Moscati w Rzymie

Cudem kanonizacyjnym Moscatiego stał się przypadek młodego robotnika, Giuseppe Montefusco, umierającego na białaczkę, którego matce przyśnił się lekarz w białym kitlu. W kościele Gesù Nuovo rozpoznała jego twarz jako błogosławionego Giuseppe Moscatiego. Odtąd zaczęła modlić się za wstawiennictwem neapolitańskiego doktora i wkrótce jej syn odzyskał w pełni zdrowie i wrócił do pracy.
Proces beatyfikacyjny i kanonizacyjny
Giuseppe Moscati został beatyfikowany 16 listopada 1975 przez Pawła VI, a kanonizowany 25 października 1987 przez Jana Pawła II. Mimo wytężonej pracy w szpitalu, działalności naukowej i czasu poświęcanego studentom, Moscati przez całe życie świadczył o Bogu. Mówił, iż nic nie dodaje siły tak, jak codziennie rano przyjmowana Komunia święta.
Dzień obchodów
Wspomnienie liturgiczne w Kościele katolickim obchodzone jest 27 kwietnia (przed reformą 1969 12 kwietnia).